# Brandenburger
Brandenburger (tiếng Đức: Brandenburger) là danh xưng dùng để chỉ các thành viên của đơn vị lực lượng đặc biệt Đức Quốc xã Brandenburg trong Thế chiến thứ hai. Ban đầu, đơn vị được thành lập và hoạt động như một phần mở rộng của cơ quan tình báo của quân đội, Abwehr. Các thành viên của đơn vị này thực hiện các nhiệm vụ kiểm soát các mục tiêu quan trọng bằng cách phá hoại và xâm nhập. Các Brandenburger hầu hết là những công dân Đức ở nước ngoài, được Đức Quốc xã tuyển mộ, đặc biệt ưu tiên cho những người đã sống ở nước ngoài và thành thạo ngoại ngữ cũng như quen thuộc với lối sống trong lĩnh vực hoạt động ở nơi họ được triển khai.
Sư đoàn Brandenburg thường được biên chế trực thuộc các cụm tập đoàn quân trong các nhiệm vụ riêng lẻ và hoạt động trên khắp Đông Âu, ở miền nam châu Phi, Afghanistan, Trung Đông và ở Kavkaz. Trong giai đoạn cuối chiến tranh, các phần của đơn vị đặc nhiệm đã được sử dụng trong các hoạt động của Bandenbekämpfung chống lại hoạt động du kích ở Nam Tư trước khi sư đoàn được tái tổ chức và trở thành một trong những sư đoàn Panzergrenadier trong những tháng cuối của cuộc chiến. Các thành viên Brandenburg bị cáo buộc đã phạm nhiều tội ác chiến tranh trong quá trình hoạt động.

## Bối cảnh và thành viên
Đơn vị này là đứa con tinh thần của Hauptmann (đại úy) Theodor von Hippel, người sau khi có ý tưởng bị Reichswehr từ chối, đã tiếp cận Đô đốc Wilhelm Canaris, chỉ huy của Cơ quan Tình báo quân sự Đức, Abwehr. Hippel đề xuất rằng các đơn vị nhỏ, được huấn luyện phá hoại và thông thạo ngoại ngữ, có thể hoạt động đằng sau chiến tuyến kẻ thù và phá hoại hệ thống chỉ huy, liên lạc và hậu cần của kẻ thù. Canaris ban đầu chống lại đề xuất này khi ông xem các biện pháp tương tự như những gì những người Bolshevik đã làm và nghi ngờ về động cơ của Hippel. Vẫn quyết tâm thành lập đơn vị, Hippel tìm đến người đứng đầu bộ phận của mình, Helmuth Groscurth, và hai người đã trao đổi về vấn đề này vào ngày 27 tháng 9 năm 1939. Chỉ vài ngày sau cuộc gặp của họ, Bộ Tổng tham mưu Quân đội đưa ra một chỉ thị cho phép tạo ra "một đại đội cho các hoạt động phá hoại ở phía Tây." Là một phần của Ban 2 Abwehr, Hippel được giao nhiệm vụ thành lập đơn vị. Ban đầu, đơn vị Hippel được đặt tên là Deutsche Kompagnie, sau đó vào ngày 25 tháng 10, nó trở thành Baulehr-kompagnie 800 và sau đó vào ngày 10 tháng 1 năm 1940, đơn vị được gọi là Bau-Lehr-Battalion zbV 800 (Tiểu đoàn huấn luyện đặc nhiệm 800); nhưng tên gọi sau này được biết đến rộng rãi hơn, "Brandenburger", xuất phát từ tên của các khu căn cứ đầu tiên của đơn vị.
Việc huấn luyện kéo dài từ 5 đến 7 tháng, bao gồm các khóa huấn luyện về trinh sát, bơi lội, chiến đấu tay không, phá hủy, xạ kích bằng cả vũ khí của Đức và Đồng minh, chiến thuật bộ binh thông thường và huấn luyện chuyên ngành khác. Các toán Brandenburg được triển khai như những toán đặc nhiệm nhỏ để xâm nhập vào lãnh thổ của kẻ thù và tiến hành cả các hoạt động phá hoại và chống phá hoại. Bất chấp những thành công đã được chứng minh trong khi gây ra thương vong tối thiểu, nhiều sĩ quan Đức truyền thống vẫn thấy việc sử dụng các Brandenburger là việc kinh tởm. Hầu hết các Brandenburger đều thông thạo các ngôn ngữ khác, là điều kiện thuận lợi để họ thực hiện nhiệm vụ trong các lớp vỏ bọc bản địa. Như nhiệm vụ xâm nhập Hà Lan vào năm 1940, các Brandenburger được ngụy trang thành người Hà Lan để xâm nhập sâu qua biên giới ngay trước khi bắt đầu trận Hà Lan. Năm 1941, họ cũng đi trước cuộc xâm lược Nam Tư với vỏ bọc là các công nhân Serbia. Trước khi Chiến dịch Barbarossa bắt đầu, họ đã hoạt động ở Liên Xô trong vỏ bọc các công nhân Liên Xô và binh sĩ Hồng quân và thậm chí còn tự trang bị cho mình các trang phục Ả Rập để tiến hành giám sát các tàu chiến của quân Đồng minh đi qua Eo biển Gibraltar và Bắc Phi trước khi Wehrmacht triển khai ở đó. Tương tự tổ chức của Cục II Abwehr, đơn vị Brandenburg cũng có các phân đội riêng biệt cho các hoạt động của lục quân, hải quân và không quân.
Nhiều thành viên Brandenburg là những kẻ phiêu lưu, những người khó có thể được coi là những người lính thông thường, phần lớn do bản chất của các hoạt động của họ. Họ sẽ hòa nhập với binh lính địch, bí mật ra lệnh phản công, chuyển hướng đoàn xe quân sự và làm gián đoạn liên lạc trong khi thu thập thông tin tình báo trên đường đi. Trước khi các lực lượng chính xâm lược Liên Xô, các thành viên Brandenburg đã chiếm giữ các cây cầu và các điểm chiến lược quan trọng trong các nhiệm vụ bí mật kéo dài trong nhiều tuần trước khi tập hợp với các lực lượng tiến công.
Tiền thân của Sư đoàn Brandenburg là Tiểu đoàn Ebbinghaus (còn gọi là Freikorps Ebbinghaus), có nguồn gốc trước cuộc xâm lược Ba Lan năm 1939. Đại tá Erwin von Lahousen (và các nhóm phòng thủ của quân khu VIII và XVII) từ Cục II Abwehr, tập hợp các K-Trupps nhỏ (các đội chiến đấu), bao gồm những người Silesian và người Đức nói tiếng Ba Lan, có nhiệm vụ chiếm giữ các vị trí chủ chốt và giữ chúng cho đến khi các đơn vị Wehrmacht xuất hiện. Các thành viên đầu tiên của "K-Trupps" là công dân Đức. Nói chung những người này là thường dân chưa bao giờ phục vụ trong quân đội nhưng đã qua huấn luyện ngắn bởi "Abwehr" và được chỉ huy bởi các sĩ quan quân đội. Sau chiến dịch của Ba Lan, điều này đã thay đổi khi những người lính đặc nhiệm này trở thành thành viên của Wehrmacht. Mặc dù có vẻ thiếu kinh nghiệm trước đó, nhưng các yêu cầu đặt ra cho các biệt kích mới được thành lập này rất cao. Điều bắt buộc là họ phải là tình nguyện viên cho nhiệm vụ này. Họ cũng được cho là người nhanh nhẹn, có khả năng ứng biến, có tinh thần chủ động và tinh thần đồng đội, có khả năng ngoại ngữ cao trong các giao tiếp với người nước ngoài và có khả năng thể hiện đòi hỏi khắt khe nhất. Cuối cùng, nguyên tắc chỉ đạo ban đầu yêu cầu các thành viên của Sư đoàn Brandenburg phải là tình nguyện viên, đã kết thúc với việc sử dụng và hội nhập ngày càng tăng với quân đội chính quy.

## Hoạt động

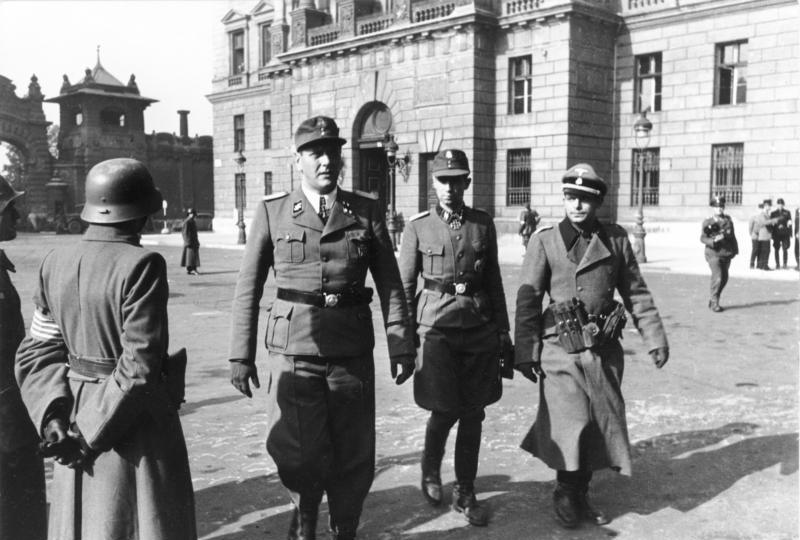
Otto Skorzeny (trái) và cựu Brandenburger Adrian von Fölkersam (giữa) với SS-Jagdverbände của Skorzen ở Budapest sau Chiến dịch Panzerfaust, 16 tháng 10 năm 1944.

Đêm trước cuộc xâm lược Ba Lan (Kế hoạch Trắng) vào tháng 9 năm 1939, một nhóm nhỏ lực lượng đặc nhiệm Đức mặc trang phục dân sự đã vượt qua biên giới Ba Lan để chiếm các điểm chiến lược quan trọng trước bình minh vào ngày xâm lược. Điều này khiến họ trở thành đơn vị đặc nhiệm đầu tiên thực hiện hành động trong Thế chiến thứ hai.   Tiểu đoàn Ebbinghaus tham gia vào tội ác tàn bạo chống lại người dân Ba Lan và các tù binh chiến tranh bị bắt. Vào ngày 4 tháng 9, các thành viên của Freikorps Ebbinghaus đã hành quyết 17 người tại Pszczyna, trong số đó có các thiếu sinh Hướng đạo của các trường trung học của thị trấn. Họ cũng tra tấn 29 công dân của Orzesze trước khi xử tử họ. low  Vào ngày 8 tháng 9 năm 1939, tại thành phố Thượng Silesian, Siemanowice, họ đã xử tử 6 người Ba Lan và sau đó vào ngày 1 tháng 10 năm 1939, bắn chết 18 người ở Nowy Bytom. Các vụ thảm sát lớn hơn được thực hiện ở Katowice, nơi hàng trăm người bị xử tử. Trong vòng hai tuần kể từ cuộc xâm lược Ba Lan, Ebbinghaus đã "để lại dấu vết giết người ở hơn mười ba thị trấn và làng mạc Ba Lan".
Vào ngày 15 tháng 12 năm 1939, đại đội được mở rộng và được chỉ định lại là Tiểu đoàn Brandenburg. Sau khi thành lập, những người lính của đơn vị đặc nhiệm mới ban đầu được sử dụng để bảo vệ các mỏ dầu Rumani và sau đó là nguồn cung cấp quặng crôm từ Thổ Nhĩ Kỳ. Các tiểu đoàn gồm bốn đại đội, tổ chức theo các nhóm ngôn ngữ: những người từ Baltic / vùng lãnh thổ của Nga; những người đã sống ở các vùng lãnh thổ nói tiếng Anh, Bồ Đào Nha và Bắc Phi; Người Đức Sudeten đã nói tiếng Séc, tiếng Slovak và tiếng Ruthian. Ngoài ra, Tiểu đoàn còn có các tình nguyện viên sống ở Belarus, Nga và Ukraina. 
Một trung đội của Brandenburg, trong thực tế, tương đương với quân số của đại đội, tham gia Chiến dịch Weserübung, cuộc xâm lược Scandinavia vào tháng 4 năm 1940, dưới tên Nordzug, trong thời gian đó họ có nhiệm vụ bảo đảm các tài sản chiến lược ở Đan Mạch và Na Uy.
Trong cuộc xâm lược mùa xuân năm 1940 vào Bỉ và Hà Lan (Fall Gelb), các đơn vị Brandenburg đã tỏ ra cần thiết trong việc chiếm giữ "những điểm quan trọng trước những đơn vị thiết giáp của Guderian". Vào ngày 8 tháng 5 năm 1940, các thành viên của đại đội thứ 4 do Leutnant Walther dẫn đầu đã vượt qua biên giới Hà Lan trong đồng phục của cảnh sát Hà Lan. Khi Wehrmacht tiến đến cầu sông Meuse của Gennep, họ nhận ra rằng người Hà Lan vốn đã cài nó bằng chất nổ để ngăn chặn việc người Đức sử dụng. Tuy nhiên, nhóm của Walther, giả dạng hộ tống tù nhân Đức, bất ngờ bắt giữ lính canh ở một bên cây cầu và sau một cuộc giao chiến ngắn với ba người Đức bị thương, trung đội đã chiếm giữ được nhà ga. Những lính canh Hà Lan ở bên kia cây cầu bị rối loạn, khiến cho người Đức không gặp khó khăn gì trong việc chiếm giữ cây cầu, mà sau đó các xe tăng của Wehrmacht đã đi qua. Cùng lúc đó, các đơn vị Brandenburg khác đã chiếm giữ một số cây cầu bắc qua kênh Juliana Canalalalso ở Hà Lan, trong khi những người lính của họ tiến vào Luxembourg, chiếm những cây cầu bắc qua sông Our và ở Bỉ thực hiện những hành động tương tự. Tài liệu của đại đội thứ 3 Brandenburger ghi nhận sau khi xâm nhập vào Bỉ, Lahousen rất hài lòng khi báo cáo rằng, "bốn mươi hai trong số sáu mươi mốt mục tiêu đã được bảo đảm và bàn giao cho các đơn vị theo sau." Vì những chiến tích ở Bỉ và Hà Lan, Brandenburg là một trong những đơn vị được tặng thưởng nhiều nhất khi diễu hành với quân đội Đức xâm lược, khiến họ nhận được sự ngưỡng mộ của chỉ huy Abwehr, Wilhelm Canaris. Vào ngày 27 tháng 5 năm 1940, tham mưu trưởng Bộ Tư lệnh tối cao của các lực lượng vũ trang Đức, Wilhelm Keitel, đã viết cho Canaris rằng Brandenburger đã "chiến đấu xuất sắc" được xác nhận thêm khi Hitler trao tặng Huân chương Chữ thập sắt cho 75% trong số 600 thành viên của đơn vị. Đến tháng 10 năm 1940, Brandenburger tạo thành một đơn vị cấp trung đoàn.
Đơn vị một lần nữa được triển khai trong Chiến dịch Marita, cuộc xâm lược của Balkan. Vào ngày 6 tháng 4 năm 1941, trong Chiến dịch Marita, Brandenburger đã chiếm được cây cầu chiến lược quan trọng trên Vardar và họ cũng bảo vệ hẻm núi trên sông Danube, tạo thành một phần của ranh giới giữa Serbia và Romania được gọi là Cổng sắt. Ngay sau đó, họ chiếm được đảo Euboea. Các hoạt động bổ sung được yêu cầu đối với Brandenburger trong giai đoạn mở đầu cho cuộc xâm lược Liên Xô vào tháng 6 năm 1941, là những người đầu tiên đột kích qua biên giới, phá hủy các cơ sở năng lượng, cắt đường liên lạc, truyền bá thông tin và kích hoạt các điệp viên đang ẩn mình. Nhiệm vụ đáng chú ý nhất của họ là ở cầu Dvina thuộc Daugavpils vào ngày 28 tháng 6 năm 1941, trong đó các thành viên của Đại đội 8 của Brandenburg Kommandos đã đi qua cây cầu trong một chiếc xe tải chỉ huy của Liên Xô, áp đảo lính gác và giữ vị trí trong hai giờ chống lại các cuộc phản kích của lực lượng biên phòng Liên Xô. Từ tháng 6 năm 1942 đến tháng 2 năm 1943, Brandenburger thực hiện các hoạt động đặc biệt đánh phá các tuyến đường tiếp tế của quân Đồng minh ở Bắc Phi bằng các nhiệm vụ bí mật ở Ai Cập, Libya và Tunisia.
Đầu tháng 8 năm 1942, một đơn vị Brandenburg gồm 62 người Đức Baltic và Sudeten do Adrian von Fölkersam chỉ huy đã thâm nhập sâu hơn vào lãnh thổ của kẻ thù hơn bất kỳ đơn vị Đức nào khác. Họ đã được lệnh thu giữ và bảo vệ các mỏ dầu Maykop quan trọng. Ngụy trang thành các binh sĩ và sĩ quan NKVD và sử dụng các chiếc xe tải của Liên Xô, đơn vị của Fölkersam đã đi qua chiến tuyến của Liên Xô và tiến sâu vào lãnh thổ của đối phương. Nhóm Brandenburger di chuyển lẫn vào một nhóm lớn binh sĩ Hồng quân chạy trốn từ mặt trận. Fölkersam đã nhìn thấy một cơ hội để sử dụng chúng cho lợi thế của đơn vị. Bằng cách thuyết phục họ trở về sự nghiệp của Liên Xô, nhóm đã di chuyển gần như theo ý muốn thông qua các trạm kiểm soát của Liên Xô.
Vào ngày 26 tháng 12 năm 1942, những người của Đại đội Dù của Trung đoàn Brandenburg đã được vận chuyển bằng tàu lượn trong một chiến dịch để phá hủy các cây cầu và các tuyến đường tiếp tế được người Anh sử dụng ở Bắc Phi. Đó là một thảm họa. Một số tàu lượn đã bị bắn hạ trong khi bay qua phòng tuyến và một số khác bị phá hủy trước khi tiếp cận được mục tiêu. Hầu hết lính nhảy dù đã thiệt mạng trong chiến dịch.
Các đơn vị của sư đoàn đã được gửi đến Balkan để tham gia vào các hoạt động chống du kích. Vào ngày 25 tháng 5 năm 1944, các thành viên của sư đoàn, biệt phái trong Tiểu đoàn SS-Fallschirmjäger 500, tham gia chiến dịch Rösselsprung, nhằm mục đích tìm cách bắt giữ lãnh đạo du kích Nam Tư Josip Broz Tito. Vào giữa năm 1943, nhiều đơn vị Brandenburger đã được chuyển từ Balkan và tham gia vào các hoạt động để giải giáp binh lính Ý. Một khu vực quan trọng là đảo Kos, trong chuỗi đảo Dodekanisa ngoài khơi Thổ Nhĩ Kỳ. Kos đã được bảo đảm bởi quân đội Anh vào tháng 9 năm 1943 và một đơn vị đồn trú lớn của quân đội đồng minh Ý cũng có mặt. Cùng với lực lượng nhảy dù Luftwaffe, Brandenburger đã tham gia vào việc chiếm lại hòn đảo.
Vào tháng 9 năm 1944, các lãnh đạo quân sự Đức quyết định rằng các đơn vị hoạt động đặc biệt không còn cần thiết nữa. Sư đoàn Brandenburg trở thành Sư đoàn bộ binh Brandenburg và chuyển sang mặt trận phía đông. Khoảng 1.800 người (bao gồm von Fölkersam) được chuyển đến Tiểu đoàn SS Jäger 502, do SS-Standartenführer Otto Skorzeny chỉ huy, hoạt động trong SS-Jagdverband Mitte, nhưng chủ yếu là SS-Jagdverband Ost cho đến khi chiến tranh kết thúc. Chỉ có Trung đoàn Kurfürst giữ lại vai trò ban đầu là một đơn vị đặc nhiệm.
Phần còn lại của Brandenburger được giao cho Quân đoàn thiết giáp Grossdeutschland, vốn được mở rộng từ Sư đoàn Grossdeutschland từ 1940 đến 1941. Cuối năm 1944, sư đoàn được trang bị một Trung đoàn Panzer và được tổ chức lại thành Sư đoàn Panzergrenadier Brandenburg và trở lại mặt trận. Brandenburger đã tham gia Chiến dịch tấn công Memel, cho đến khi họ rút quân, cùng với Großdeutschland, qua phà tới Pillau. Sư đoàn bị tiêu diệt hoàn toàn trong trận chiến dữ dội gần Pillau và chỉ có 800 người trốn thoát đến mũi nhô Vistula. Trong khi một số người sống sót đầu hàng người Anh ở Schleswig-Holstein vào tháng 5, nhiều Brandenburg, có kỹ năng cao trong việc lẩn trốn, đã biến mất. Những người khác gia nhập Binh đoàn Lê dương Pháp và chiến đấu trong Chiến tranh Đông Dương, nơi mà các kỹ năng của họ đã được chứng minh là một tài sản giá trị. 

## Tiểu đoàn

### Tiểu đoàn Bergmann
Tiểu đoàn Bergmann (có nghĩa là "thợ mỏ") là một đơn vị quân đội của Abwehr của Đức trong Thế chiến thứ hai, bao gồm năm đại đội do sĩ quan Đức chỉ huy gồm những người tình nguyện từ vùng Kavkaz thuộc Liên Xô. Tiểu đoàn được thành lập tại Neuhammer vào tháng năm 1941, từ những di dân và tù binh Liên Xô từ các nước cộng hòa Kavkaz. Ban đầu, đơn vị trực thuộc tiểu đoàn commando Brandenburger và đặt dưới sự chỉ huy của Oberleutnant Theodor Oberländer, các đơn vị được đào tạo tại Neuhammer và Mittenwald (Bavaria) với Gebirgiejäger. Sau đó một đơn vị gồm 130 lính gốc Gruzia được Abwehr đặt biệt danh là "Tamara-II" đã được đưa vào Bergmann. Đến tháng 3 năm 1942, có năm đại đội với khoảng 300 người Đức và 900 người Kavkaz.
Vào tháng 8 năm 1942, Bergmann được đưa đến Mặt trận phía đông, nơi đơn vị có hoạt động đầu tiên của mình trong chiến dịch Bắc Kavkaz vào tháng 8 năm 1942. Đơn vị tham gia vào các hoạt động chống du kích ở khu vực Mozdok - Nalchik - Mineralnye Vody và tiến hành trinh sát và phá hoại trong khu vực Grozny. Vào cuối năm 1942, tiểu đoàn Bergmann đã thực hiện một cuộc tập kích thành công thông qua các tuyến đường của Liên Xô, mang theo khoảng 300 người đào tẩu khỏi Hồng quân, và bảo vệ sự rút lui của Đức khỏi Kavkaz. Nhóm Bergmann đã trải qua một loạt các cuộc giao chiến với các nhóm du kích Liên Xô và các lực lượng chính quy ở bán đảo Krym vào tháng 2 năm 1943 và bị giải thể như các đơn vị Ostlegionen khác, vào cuối năm 1943. Các đại đội cũ của Bergmann bị thu hẹp đáng kể đã được phái đi để thực hiện các chức năng của cảnh sát ở Hy Lạp và Ba Lan.

### Tiểu đoàn Nachtigall và Roland
Tiểu đoàn Nachtigall, chính thức được gọi là Nhóm đặc nhiệm Nachtigall, và Tiểu đoàn Roland, chính thức được gọi là Nhóm đặc nhiệm Roland, là đơn vị dưới quyền chỉ huy của đơn vị đặc nhiệm Abwehr Brandenburgers (Tiểu đoàn Brandenberg 1). Đây là hai đơn vị quân sự được thành lập ngày 25 tháng 2 năm 1941 bởi người đứng đầu Abwehr Wilhelm Franz Canaris, người đã phản ứng với việc thành lập lực lượng "Lê dương Ukraina" dưới sự chỉ huy của Đức. Thành phần chủ yếu của đơn vị là những người Ba Lan gốc Ucraina chuyển đến theo yêu cầu của chỉ huy OUN Bandera.
Vào tháng 5 năm 1941, bộ chỉ huy Đức quyết định chia đơn vị Lê dương Ukraina 700 người thành hai tiểu đoàn: Nachtigall ("Nightingale") và Tiểu đoàn Roland. Việc huấn luyện cho Nachtigall đã diễn ra tại Neuhammer gần Schlessig. Về phía Ukraina, chỉ huy là Roman Shukhevych và về phía Đức, Theodor Oberländer. (Oberländer sau này trở thành Bộ trưởng Liên bang cho Người di tản, Người tị nạn và Nạn nhân Chiến tranh ở Cộng hòa Liên bang Đức). Cựu thành viên Brandenburger Oberleutnant Tiến sĩ Hans-Albrecht Herzner làm chỉ huy quân sự của Tiểu đoàn. Đơn vị Nachtigall được trang bị quân phục tiêu chuẩn của Wehrmacht. Trước khi vào Lviv, họ thay cầu vai với dải băng màu xanh và màu vàng so với cầu vai tiêu chuẩn của Wehrmacht. So với Nachtigall - vốn sử dụng quân phục Wehrmacht thông thường - Tiểu đoàn Roland được trang bị quân phục Tiệp Khắc với băng tay màu vàng in dòng chữ "Im dienst der Deutschen Wehrmacht" (Phục vụ cho Wehrmacht của Đức). Họ được trang bị mũ sắt của Áo từ thời Thế chiến thứ nhất.
Tiểu đoàn được thành lập bởi Abwehr và được tổ chức bởi Richard Yary của OUN (b) vào tháng 3 năm 1941, trước khi Đức xâm lược Liên Xô. Khoảng 350 thành viên OUN của Bandera đã được đào tạo tại trung tâm huấn luyện Abwehr tại Seibersdorf dưới sự chỉ huy của cựu thiếu tá quân đội Ba Lan Yevhen Pobiguschiy. Tại Đức, vào tháng 11 năm 1941, các thành viên của lực lượng Lê dương Ukraina được tổ chức lại thành Tiểu đoàn Schutzmannschaft 201. Nó có biên chế 650 người, hoạt động được một năm tại Belarus trước khi tan rã. Nhiều thành viên, đặc biệt là các chỉ huy, tiếp tục tham gia trong lực lượng Quân nổi dậy Ukraina và 14 thanh viên gia nhập Sư đoàn Waffen-SS Grenadier 14 (Sư đoàn Galician số 1) SS-Freiwilligen-Schützen-Division Galizien vào mùa xuân năm 1943.

### Trích dẫn
1. ↑  Lew 1997, The Brandenburg Commandos.
2. ↑  Höhne 1979, tr. 376.
3. ↑  Höhne 1979, tr. 376–377.
4. 1 2  Höhne 1979, tr. 377.
5. ↑  Higgins 2014, tr. 9.
6. ↑  Schuster 1999, tr. 658.
7. ↑  Lucas 2014, tr. 10.
8. 1 2 3  Lucas 2014, tr. 5.
9. ↑  Lucas 2014, tr. 17–18.
10. ↑  Duthel 2015, tr. 22–25.
11. ↑  Witzel 1990, tr. 119–120.
12. ↑  Witzel 1990, tr. 120.
13. ↑  Witzel 1990, tr. 128.
14. ↑  Bassett 2011, tr. 177.
15. ↑  Schuster 1999, tr. 657.
16. 1 2  Davies 2008, tr. 247.
17. 1 2  Warzecha 2003, tr. 55–60.
18. ↑  Jankowski & Religa 1981, tr. 100.
19. ↑  Gilbert 1989, tr. 8.
20. ↑  Adams 2009, tr. 50.
21. ↑  Witzel 1990, tr. 121.
22. ↑  Higgins 2014, tr. 10.
23. ↑  Williamson 2009, tr. 47–54.
24. ↑  Spaeter 1982, tr. 47–54.
25. ↑  Bassett 2011, tr. 191.
26. ↑  Williamson 2009, tr. 9.
27. ↑  Williamson 2009, tr. 11.
28. ↑  Höhne 1979, tr. 414.
29. ↑  Höhne 1979, tr. 414–415.
30. ↑  Höhne 1979, tr. 415.
31. ↑  Stone 2011, tr. 367n.
32. ↑  Higgins 2014, tr. 11.
33. ↑  Brockdorff 1967, tr. 427.
34. ↑  Bellamy 2007, tr. 183.
35. ↑  Spaeter 1982, tr. 144–150.
36. ↑  Spaeter 1982, tr. 250–273.
37. ↑  Higgins 2014, tr. 50–52.
38. ↑  Ailsby 2000, tr. 91.
39. ↑  Bundesarchiv, Die Brandenburger.
40. ↑  Eyre 2006, tr. 362–370.
41. ↑  Smith & Walker 1974, tr. 116–127.
42. ↑  Adams 2009, tr. 51.
43. 1 2  Higgins 2014, tr. 76.
44. ↑  Dear & Foot 1995, tr. 122.
45. ↑  Bartov 2001, tr. 10.
46. ↑  Schuster 1999, tr. 657–658.
47. ↑  Hoffmann 1991, tr. 109.
48. ↑  Hoffmann 1991, tr. 46–47, 56, 195, 267.
49. ↑  Abbott 2004, tr. 47.
50. ↑  Seidler 1999, tr. 57–58.
51. ↑  Patrylyak 2004, tr. 271–278.
52. ↑  Patrylyak 2004, tr. 272–277.
53. ↑  Patrylyak 2004, tr. 287.
54. ↑  Patrylyak 2004, tr. 371–382.